# Híres személyek epitheton ornansai
Híres személyek állandósult, díszítő jelzői, azaz epitheton ornansai (ábécésorrendben, névelőket figyelmen kívül hagyva):
| Ábécé szerinti tartalomjegyzék                                                                           |
| --- |
| A, Á B C Cs D Dz Dzs E, É F G Gy H I, Í J K L Ly M N Ny O, Ó Ö, Ő P Q R S Sz T Ty U, Ú Ü, Ű V W X Y Z Zs |

### A, Á
- Az acélember – Joszif Sztálin
- Az angolna – Eric Moussambani
- Az anyák megmentője – Semmelweis Ignác
- Az aranyember – Klapka György
- Az aranyhajú - Mary Pickford
- Az árvízi hajós – ifj. Wesselényi Miklós báró
- Az atomgirl – Rita Hayworth
- Az avoni hattyú – William Shakespeare, („Bard of Avon”)

### B
- A bécsi Orpheusz – id. Johann Strauss
- becsületes – Abraham Lincoln
- A béke Napóleonja – I. Lajos Fülöp király
- A beléndekes asszony – Elek Margit
- Bíboros Cicero - Pázmány Péter
- A bolgár Petőfi – Hriszto Botev
- A branyiszkói hős – Guyon Richárd
- A branyiszkói hős pap – Erdősi Imre
- A bresciai hiéna – Julius Jacob von Haynau
- Budapest vőlegénye – Podmaniczky Frigyes
- bihari remete - Bessenyei György

### C
- A charme nagykövete – Maurice Chevalier
- cimbalom - Csokonai Vitéz Mihály

### Cs
- A csejtei szörny – Báthori Erzsébet
- A csornai győző – Kmety György
- Csontbáró – Orbán Balázs

### D
- A dirkéi hattyú – Pindarosz
- Doctor mirabilis – Roger Bacon

### E, É
- Az ecsedi boszorkány – Báthory Anna
- Az egri remete – Gárdonyi Géza
- Elek apó – Benedek Elek
- Az eperjesi hóhér – Antonio Caraffa
- Az erdélyi féniks – Tótfalusi Kis Miklós
- Erdély Mithridátesze – Bethlen Gábor
- Erdély Széchenyije – Mikó Imre

### F
- Fekete angyal – Faludi Tímea
- A fekete bojtár – Sinka István
- Fekete Dália – Elizabeth Short
- A fekete gyöngyszem – Pelé
- A fekete párduc - Grosics Gyula
- A Fenomén – Ronaldo (O Fenômeno)
- A filozófus - Arisztotelész
- A forradalom költője – Petőfi Sándor
- A földkerekség helyreállítója – Aurelianus
- A fölvilágosult zsarnok – Bonaparte Napóleon
- A futógép – Paavo Nurmi

### G
- A genfi pápa – Kálvin János
- A geometria Kopernikusza – Bolyai János
- A géppuskalábú lány – Eleanor Powell
- A gyűlölt osztrák nő – Marie Antoinette

### H
- A háromszor koronázott király – I. Károly Róbert
- A haza bölcse – Deák Ferenc
- A haza mindenese – Fáy András

### I, Í
- Az idő csodája – Zrínyi Miklós
- Az igazságos (Mátyás az igazságos) – Mátyás király
- Il Magnifico (’a csodálatos, a tündöklő’) – Lorenzo de’ Medici
- Az imperializmus láncos kutyája – Josip Broz Tito
- Az Interjúkirály – Szegő András
- Az Iron Lady – Hosszú Katinka
- Isten ostora – Attila hun király

### J
- A japán Krúdy - Nagai Kafú
- A japán Walt Disney - Mijazaki Hajao
- A jegyzetek marsallja – Jules Renard
- A jemappes-i győző – Charles-François Dumouriez

### K
- A kalapos király – II. József
- A katpolos verőlegény - Kardos György
- A káplárkirály – I. Frigyes Vilmos porosz király
- A Kárpátok géniusza – Nicolae Ceaușescu
- A kehidai tekintetes – Deák Ferenc
- Kék herceg – II. Miksa Emánuel („Der blaue Kurfürst”)
- A keringőkirály – ifj. Johann Strauss
- Két világ hőse – Giuseppe Garibaldi
- A kis káplár – Bonaparte Napóleon (le petit caporal)
- A kis Napóleon – Bonaparte Lajos, utóbb III. Napóleon császár (Napoléon le petit) (Victor Hugo bonmot-ja)
- A konyha ördöge – Gordon Ramsay
- Költő és hadvezér - Zrínyi Miklós (költő)
- A kuruc király – Thököly Imre

### L
- A legmagyarabb Habsburg – József nádor
- A legnagyobb – Muhammad Ali
- A legnagyobb magyar – Széchenyi István
- A legnagyobb mesemondó – Hans Christian Andersen
- A lovagkirály – I. László illetve I. Lajos
- A lőcsei fehér asszony – Korponainé Géczy Julianna
- A lumpenherceg – Bonaparte Lajos, utóbb III. Napóleon császár

### M
- A madrasi tigris - Visuvanádan Ánand
- A Magic Magyar - Gera Zoltán (labdarúgó)
- A magyar el Cid – Thury György
- A magyar Faust – Hatvani István orvosdoktor
- A magyar Livius – Istvánffy Miklós
- Magyar Mars – Zrínyi Miklós
- A magyar Orpheusz – Lavotta János
- A magyar Szapphó – Dukai Takách Judit
- Márványkirály – IV. Szép Fülöp
- A második honalapító – IV. Béla
- A megvesztegethetetlen – Maximilien de Robespierre
- A Menlo Park-i varázsló – Thomas Alva Edison
- A Montblanc-ember – Vajda János
- A murányi Vénusz – Széchy Mária
- magyar Horác - Berzsenyi Dániel

### N
- A nagyasszony – Jászai Mari
- A nagy mesemondó – Benedek Elek
- A nagy mesemondó – Jókai Mór
- A nagy palóc – Mikszáth Kálmán
- A nagyszájú nő – Maria Geronazzo
- A nagyvárosi remete – Vajda János
- A Napkirály – XIV. Lajos francia király
- A nemzet csalogánya – Blaha Lujza
- A nemzet csótánya – Nagy Feró
- A nemzet dalnoka – William Shakespeare
- A niklai remete – Berzsenyi Dániel

### Ny
- A nyitrai fejedelem – Csák Máté

### O, Ó
- Az orosz cárok festője - Zichy Mihály
- Az Oroszlánszívű – I. Richárd angol király (Richard Lionheart)
- Osztrolenka véres csillaga – Bem József

### Ö, Ő
- Az ördög cimborája – Leonardo da Vinci
- Az ördög hegedűse – Niccolò Paganini
- Az ördöglovas – Sándor Móric
- Az öreg kuruc – Thaly Kálmán

### P
- A pesarói hattyú – Gioachino Rossini
- A polgárkirály – I. Lajos Fülöp király
- A pophercegnő – Britney Spears
- A pop királya – Michael Jackson

### R
- A rodostói kakukk – Mikes Kelemen
- A rózsák atyja – Gül Baba
- A rőtszakállú – I. Frigyes német-római császár

### S
- A sanssouci bölcs – II. (Nagy) Frigyes
- A sárkányölő - Szent György
- Señor Kon-Tiki – Thor Heyerdahl
- A skálás gyilkos – Donászi Aladár
- A skótok Petőfije – Robert Burns

### Sz
- A száguldó őrnagy – Puskás Ferenc
- A száguldó riporter – Egon Erwin Kisch
- A szép akasztott – Andrássy Gyula
- A széphalmi mester – Kazinczy Ferenc
- A szigetvári hős – Zrínyi Miklós
- A szilágysági Fekete ember – Karácsony György
- A színészkirály – Latinovits Zoltán
- A szívek királynője – Diana hercegnő
- Sztálin legjobb tanítványa – Rákosi Mátyás
- A sztregovai remete – Madách Imre

### T
- A tarpai jobbágy – Esze Tamás
- A terror arkangyala – Antoine Saint-Just
- A tigris – Georges Clemenceau
- A tiszteletbeli makai – Móra Ferenc
- A Török Lajos – Lajos bádeni őrgróf („der Türkenlouis”)
- A törökök atyja – Kemál Atatürk
- A törökverő – Hunyadi János
- A trafalgari oroszlán – Horatio Nelson
- A tragacskirály – Henry Ford
- A turini remete – Kossuth Lajos

### V
- Vasfejű – XII. Károly svéd király
- A vasgróf – Andrássy Manó
- A vaskancellár – Otto von Bismarck (der Eiserne Kanzler)
- Vaslady - Margaret Thatcher
- Vasminiszter – Baross Gábor
- A viszkis rabló – Ambrus Attila
- A vonósok fejedelme – Pablo Casals
- A vörös báró – Manfred von Richthofen
- A vörös gróf – Károlyi Mihály
- A vörös grófnő – Andrássy Katinka

### Z
- A zongora poétája – Frédéric Chopin